# Altiplan
ALTIPLAN architects est un bureau d'architecture belge fondé en 1990, représentatif de l'architecture postmoderne en Belgique. 

## Description
Le bureau, basé à Bruxelles et à Liège, constitue une société coopérative dirigée par neuf associés, axée sur les services suivants : architecture, programmation, gestion de projet, urbanisme et architecture d'intérieur.
Les références du bureau couvrent l'ensemble des secteurs que sont les immeubles de bureaux - y compris le « space planning » - les hôtels, les immeubles résidentiels, les musées, les institutions de soins, les bâtiments industriels, les centres commerciaux, les équipements sportifs et récréatifs,….

## Quelques réalisations

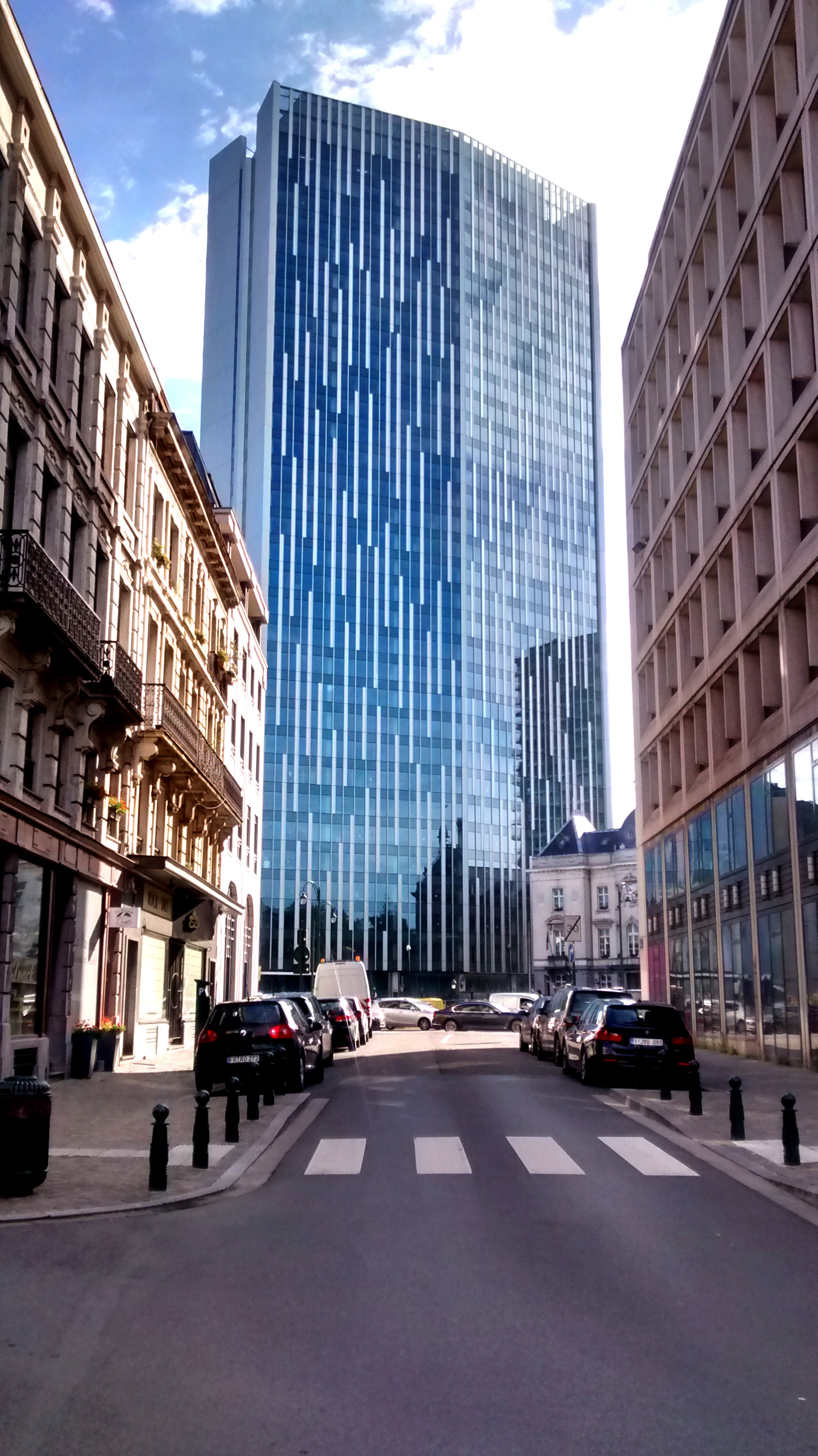
La « Tour Astro » rénovée.

### Constructions neuves
- 2000 : « Woluwe Garden », boulevard de la Woluwe 18-22, Sint-Stevens-Woluwe
- 2001-2003 : « Woluwe Heights », avenue des Communautés 100-110 à Woluwe-Saint-Lambert[2]
- 2002-2006 : « Tesoris », immeubles de bureaux réalisés pour le Ministère des Finances, avenue des Arts 28/30 et rue du Commerce 96/112, Bruxelles
- 2006-2011 : « Crowne Plaza », Liège
- 2007-2008 : « Cortenbergh 6 », avenue de Cortenbergh 6, Bruxelles
- 2009-2010 : Nouvelle piscine de Braine-le-Comte
- 2009-2012 : Logements sociaux  « Bruyn Nord », Neder-Over-Heembeek
- 2009-2012 : Thon Hotel EU, rue de la Loi, Bruxelles[3]
- 2012-2014 : Centre de conférences et d'hébergement « Couvent Heidberg », Eupen
- 2010-2014 : Aménagements intérieurs du siège de GDF Suez, Bruxelles
- 2014-2015 : Maison de Repos « St-Lambert », Stembert
- 2014-2015 : Centre du Design, Liège
- 2014-2016 : Dépôt STIB Marconi, Bruxelles
- 2015-2017 : « Court Village » à Court-Saint-Étienne[4]
- 2016-2018 : « Agora Resort urbain », Louvain-la-Neuve[5]
- « Artemis Square », avenue des Arts 6-9, Bruxelles
- « Antares », avenue des Pléiades 71-73, Woluwe-Saint-Lambert

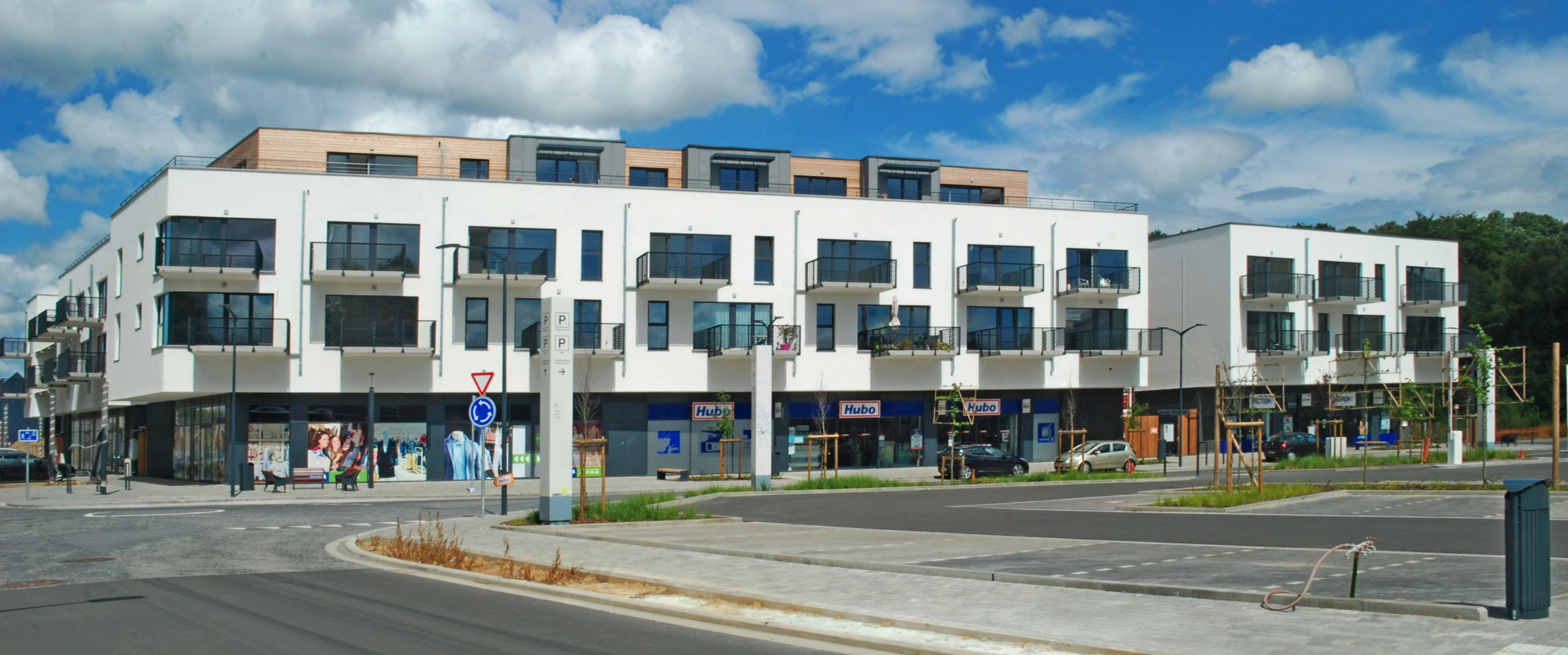
« Court Village ».

### Rénovations
- 2007-2008 : Rénovation de l'immeuble « Le Marquis », rue du Marquis, Bruxelles[6]
- 2014-2015 : Rénovation de l'Interparking Botanique, Bruxelles
- 2014-2016 : Rénovation de la « Tour Astro », avenue de l'Astronomie, Bruxelles[7]